# روحية جمال
روحية جمال (الوفاة 1989[بحاجة لمصدر])، ممثلة مصرية.

## مسيرتها
بدأت مسيرتها الفنية عام 1953 خلال فيلم «المستهرة» وأدت أدوارا ثانوية. في أعمالها هي دائماً المرأة اللعوب أو الخارجة عن القانون.
لم تقم بدور بطولة ولكن تصدر اسمها الأخبار عندما كتبت مجلة الكواكب عن فسخ خطوبة سامية جمال من بليغ حمدي بسبب الممثلة روحية جمال، التي أجابت على محرر الكواكب قائلة: «أنا لا دخل لي مطلقا فيما حدث، ويؤسفني أن تفسخ الخطبة على هذا النحو، خاصة وأنا كنت ضحية إشاعة كاذبة»، وعندما سألها المحرر عما إذا كانت ستوافق إذا عرض بليغ حمدي عليها الزواج في المستقبل فقالت: «سأرفض، إن ظروفي تمنعني من الزواج، وعندي ابنة تحتاج إلى رعايتي وقد يمنعني الزواج عن رعايتها».

## أعمالها
اشتركت في تمثيل 20 فيلم من 1953 حتى 1988:
فيلم «المستهترة» للمخرج عبد الله بركات عام 1953.
فيلم «جنون الحب» للمخرج محمد كريم عام 1954.
فيلم «السعد وعد» للمخرج محمد عبد الجواد عام 1955.
فيلم «ليلة رهيبة» للمخرج السيد بدير عام 1957.
فيلم «قلوب العذارى» للمخرج حسن الإمام عام 1958.
فيلم «حتى نلتقي» للمخرج هنري بركات عام 1958.
فيلم «المعلمة» للمخرج حسن رضا عام 1958.
فيلم «إسماعيل يس في مستشفى المجانين» للمخرج عيسى كرامة عام 1958.
فيلم «قبلني في الظلام» للمخرج محمد عبد الجواد عام 1959.
فيلم «فضيحة في الزمالك» للمخرج نيازي مصطفى عام 1959.
فيلم «عش الغرام» للمخرج حلمي رفلة عام 1959.
فيلم «مال ونساء» للمخرج حسن الإمام عام 1960.
فيلم «حب وحرمان» للمخرج إبراهيم عمارة عام 1960.
فيلم «طريق الأبطال» للمخرج محمود إسماعيل عام 1961.
فيلم «بلا عودة» للمخرج ريمون نصور عام 1961.
فيلم «عدوية» للمخرج كمال صلاح الدين عام 1968.
فيلم «شارع الملاهي» للمخرج عبد المنعم شكري عام 1969.
سهرة تليفزيونية «النشال» للمخرج حلمي رفلة عام 1970.
فيلم «للحب قصة أخيرة» للمخرج رأفت الميهي عام 1986.
فيلم «سمك لبن تمر هندي» للمخرج رأفت الميهي عام 1988.